# I Am Nemesis
I Am Nemesis ist das achte Studioalbum der deutschen Metalcore-Band Caliban, das am 3. Februar 2012 bei Century Media veröffentlicht wurde.

## Hintergrund
Im Gegensatz zu früheren Alben nahm sich die Band mehr Zeit im Studio und verzichtete weitestgehend auf Liveauftritte. Insgesamt arbeiteten Caliban zehn Monate an dem Album, was fast doppelt so lange war, als die Band ansonsten benötigte. Die Songs wurden vor allem von Marc Görtz und Keyboarder Benny Richter arrangiert. Richter war auch Hauptproduzent des Albums. Als Koproduzenten arbeitete Görtz und Marcel Neumann (von We Butter the Bread with Butter) an dem Album.
Marc Görtz wählte für das achte Studioalbum der Band einen eher experimentellen Ansatz. So versuchte er Härte durch schwere, statt schnelle Riffs zu erreichen und versuchte das Album so atmosphärisch wie möglich zu gestalten.
Das Album wurde innerhalb von drei bis vier Wochen im Studio Level3 Entertainment in Essen eingespielt, der Gesang wurde innerhalb von vier Wochen in einem Studio in Düsseldorf eingesungen.
Christoph Koterzina (Callejon), Marcus Bischoff (Heaven Shall Burn) und Mitch Lucker (Suicide Silence) sind als Gastsänger an dem Album beteiligt. Bei den Crew-Shouts sind die Musiker von As Blood Runs Black zu hören, die zufällig auf Deutschland-Tour waren und die Band im Studio besuchten.

## Musikstil
Für die Band ist es das bis zu diesem Zeitpunkt härteste Album der Band, wobei Metalcore-typisch harte und melodische Passagen verbunden werden. Caliban verbinden auf dem Album treibenden Death Metal mit Hardcore Punk und Thrash Metal. Das Album ist überwiegend düster und schwer gehalten. Einflüsse kamen auf diesem Album von Meshuggah und Dredg, aber auch Muse.
Thematisch knüpfen die Texte an den Vorgänger Say Hello to Tragedy (2009) an und konzentriert sich auf kontroverse und oft übersehene Weltprobleme. Sie behandeln übergeordnet Krankheit und Infektionen als Thema. Dabei werden Probleme wie Mobbing in den sozialen Medien, aber auch konkrete Klima- und Umweltkatastrophen als Krankheiten unserer Welt bezeichnet. So ist auch der Albumtitel als Systopie zu verstehen und verweist auf einen drohenden Weltuntergang.
Edge of Black handelt von Öl-Katastrophen und rücksichtslosen Firmen, denen das Schicksal der Welt egal ist. Mit Dein R3.ich ist erstmals auch ein deutschsprachiger Song auf dem Album, der sich inhaltlich mit dem Komplex Rechtsextremismus auseinandersetzt und aus Ich-Perspektive verfasst wurde. Der Titel ist ein Wortspiel in Leetspeak mit „Dein Reich“ und „Drittes Reich“. Die Idee, einen deutschsprachigen Song aufzunehmen, kam über ihre Cover-EP Coverfield, auf dem sie den Rammstein-Song Sonne interpretierten und Sänger Andreas Dörner erstmals deutsch sang. Memorial dagegen ist ein sehr persönlicher Text, der vom Krebstod von Andreas Dörners Vater handelt.

## Coverartwork
Das Cover sollte den Inhalt des Albums widerspiegeln. Es zeigt eine Fratze mit blutenden Augen und Mund und soll einen mit einer schweren Krankheit gezeichneten Menschen darstellen. Im Kontext der dystopischen Texte werden die Missstände der Gesellschaft quasi mit Krankheiten verglichen. Bei dem Foto handelt es sich um ein Standbild aus dem Video zu Memorial, für das Mark Krämer verantwortlich zeichnete, der auch die Regie beim Video übernahm. Er ist ein alter Freund der Band, der bisher aber nur T-Shirts entworfen hatte.

## Veröffentlichung und Promotion
Als erster Song wurde Memorial am 19. Dezember 2011 als Musikvideo auf der Website Metal Hammer Germany uraufgeführt. Obwohl der Text ein sehr persönliches Thema darstellt, wurde für das Video ein anderer Ansatz gewählt. Da das Thema „infiziert“ und „Krankheit“ eine große Rolle spielt, wurde im Video mehr auf eine Infektionskrankheit angespielt, die von einem alten Mann übertragen wird. Im Laufe des Videos befreien sich die „infizierten“ Bandmitglieder von der Krankheit. Diese Szene wurde jedoch häufig missinterpretiert als Corpsepaint, wie es im Black Metal üblich ist. Die zweite Single Dein R3ich wurde am 6. Januar 2012 als kostenloser Download veröffentlicht.
Das Album selbst erschien am 3. Februar 2012 über Century Media in mehreren Varianten. Ein spezielles Box-Set enthielt neben einer Bonus-CD mit Coversongs, darunter auch die von Coverfield bereits bekannten Songs Sonne (Rammstein) und Blinded By Fear (At the Gates), ein Bandana, ein Lanyard, fünf handsignierte Autogrammkarten, Sticker, drei Gitarren-Picks sowie eine Fanclubkarte, die eine zeitlich befristete Mitgliedschaft im Fanclub ermöglichte. Die Special Edition erschien im Digipak und enthielt ebenfalls die Bonus-CD sowie einen Sticker. Dazu gab es noch eine normale LP-Version sowie zwei auf je 100 Stück limitierte Ausgaben auf weißen beziehungsweise grünem Vinyl.
Caliban promotete das Album im Rahmen seiner Get Infected-Tour 2012, die am 2. Februar in Karlsruhe (Deutschland) startete. Als Vorgruppen konnten Winds of Plague, We Butter the Bread with Butter, Eyes Set to Kill und Attila verpflichtet werden. Aus persönlichen Gründen musste All Shall Perish die Tour absagen, sie wurde durch Winds of Plague ersetzt.

## Titelliste
Alle Songs wurden von Marc Görtz geschrieben, der auch den Text zu Edge of Black schrieb. Die restlichen Texte stammen von Andreas Dörner (1–4, 7–12) und Benny Richter (5).
| #  | Titel                  | Texte          | Länge |
| -- | ---------------------- | -------------- | ----- |
| 1  | We Are The Many        | Andreas Dörner | 4:01  |
| 2  | The Bogeyman           | Andreas Dörner | 3:08  |
| 3  | Memorial               | Andreas Dörner | 4:19  |
| 4  | No Tomorrow            | Andreas Dörner | 3:26  |
| 5  | Edge of Black          | Benny Richter  | 4:58  |
| 6  | Davy Jones             | Marc Görtz     | 4:06  |
| 7  | Deadly Dream           | Andreas Dörner | 4:02  |
| 8  | Open Letter            | Andreas Dörner | 3:38  |
| 9  | Dein R3.ich            | Andreas Dörner | 3:30  |
| 10 | Broadcast to Damnation | Andreas Dörner | 3:32  |
| 11 | This Oath              | Andreas Dörner | 3:29  |
| 12 | Modern Warfare         | Andreas Dörner | 3:22  |

### Bonus-CD –Coverfield Pt. II
Der Erstauflage sowie dem Box-Set lag eine Special-CD mit sieben Coversongs und einem Remix des Songs Edge of Black bei.
| # | Titel                               | Originalinterpret | Songwriter                  | Länge |
| - | ----------------------------------- | ----------------- | --------------------------- | ----- |
| 1 | Shout at the Devil                  | Mötley Crue       | Nikki Sixx                  | 3:36  |
| 2 | Sonne                               | Rammstein         | Rammstein                   | 3:47  |
| 3 | Feasting on the Blood of the Insane | Six Feet Under    | Six Feet Under              | 4:19  |
| 4 | Die, Die My Darling                 | Misfits           | Glenn Danzig                | 3:26  |
| 5 | Blinded by Fear                     | At the Gates      | At the Gates                | 2:34  |
| 6 | High Hopes                          | Pink Floyd        | David Gilmour, Polly Samson | 6:35  |
| 7 | Among the Living                    | Anthrax           | Scott Ian                   | 5:48  |
| 8 | Edge of Black (Remix)               |                   | Benny Richter               | 3:31  |

### Besetzung und Personal
- Andreas Dörner – Gesang
- Denis Schmidt – Rhythmusgitarre
- Marc Görtz – Leadgitarre, Koproduzent
- Marco Schnaller – E-Bass
- Patrick Grün – Schlagzeug
- Benny Richter – Keyboard, Hauptproduzent
- Marcel Neumann – Gastkeyboarder und Koproduzent bei The Bogeyman und Dein R3.ich, Koproduzent von Deadly Dream
- Mark K. Kraemer – Artwork
- Christoph Koterzina (Callejon) – Gastgesang bei Modern Warfare und Open Letter
- Marcus Bischoff (Heaven Shall Burn) – Gastgesang auf We Are the Many
- Mitch Lucker (Suicide Silence) – Gastgesang auf We Are the Many

## Charterfolg
Caliban erreichten mit dem Album am 17. Februar 2012 Platz 21 der deutschen Charts. In der zweiten Chartswoche fiel das Album auf Platz 88 der Charts. In der Schweiz kam es bis auf Platz 61 und in Österreich auf Platz 47. Damit erhielten Caliban mit dem Album die bisher höchsten Chartplatzierungen ihrer Karriere bis dahin.

## Rezeption
Alexander Austel vergab auf Laut.de vier von fünf Sternen und konstatierte:

„Auch wenn der Fünfer ewig im Windschatten von Heaven Shall Burn spielt, so wie Dark Tranquillity niemals an In Flames herankommen, so hat dieser Silberling doch eine höhere Daseinsberechtigung, als einfach nur der vorgeschobene Grund für eine erneute Tour zu sein. Davon abgesehen untermauern Caliban mit ‚I Am Nemesis‘ ihren Status als Speerspitze des immer leiser werdenden Metalcore-Genres.“

Im Rock Hard 297 (Februar 2012) erhielt das Album von Tobias Blum 8.0 (von zehn möglichen) Punkten. Er hob vor allem die Refrains hervor, mit denen sie „in diesem Genre in Deutschland immer noch in einer ganz eigenen Liga“ spielen würden.